# أم الدرج (الخليل)
الكعابنة – أم الدرج (الزويدين) هي قرية فلسطينية، من قرى محافظة الخليل، تقع إلى الشرق من يطا. وهي من القرى التي احتلتها إسرائيل خلال حرب 1967.
تُدار بواسطة مجلس قروي الكعابنة – أم الدرج.

## السكان
بلغ عدد سكان القرية عام 2017 حوالي (1,464) نسمة وفق الجهاز المركزي للإحصاء الفلسطيني.